# Giulino, Como
Giulino (mai bine cunoscut ca Giulino di Mezzegra) este un frazione al comunei Mezzegra (azi comuna Tremezzina, după reforma comunală din 2014), în provincia Como, localitate pe malul lacului Como.

## Istoric
Satul a fost o așezare autonomă până în 1928, când s-a unit Mezzegra, devenind frazione.

### Moartea lui Mussolini
Satul a intrat în istorie deoarece a fost locul unde Benito Mussolini și amanta sa, Claretta Petacci, au fost uciși pe 28 aprilie 1945, în fața unei vile numite Villa Belmonte. Execuția a fost efectuată de un grup de partizani italieni care l-au capturat pe dictator în orașul Dongo, la 20 km nord de locul execuției.
Imaginea din infocasetă arată poarta de intrare în Villa Belmondo, respectiv locul unde cei doi au fost uciși. Crucea neagră cu numele lui Benito Mussolini a fost între timp îndepărtată.

## Geografie
Giulino este parte a regiuni geografice Intelvi și se găsește pe dealurile din aproprierea malului dinspre nord-vest al lacului Como. Se află la 2 km de Mezzegra, 30 km de Como și 40 km de Lugano (în Elveția).